# Mets Sepasar
Mets Sepasar (en arménien Մեծ Սեպասար) est une communauté rurale du marz de Shirak en Arménie. En 2008, elle compte 830 habitants.